# ナイアル・クイン
ナイアル・ジョン・クイン (Honorary) MBE（Niall John Quinn, MBE, 1966年10月6日 - ）は、アイルランド共和国ダブリン出身の元サッカー選手、元アイルランド代表、元サッカー監督、実業家。2011年10月までサンダーランドAFCの会長を務めていた。大英帝国勲章名誉受勲者。現役時代のポジションはフォワード。
現役時代は、1980年代、1990年代、2000年代とプレミアリーグのアーセナルFC、マンチェスター・シティFC、サンダーランドでプレー。アイルランド代表としては、92試合21得点を記録し、その間にUEFA欧州選手権1988、1990 FIFAワールドカップ、2002 FIFAワールドカップに出場した。

## 来歴

### クラブ

#### アーセナル
少年時代は、サッカーの他にもハーリングの選手としても活動しており、1983年には全アイルランドマイナーハーリング選手権の決勝戦でプレーする等、全国的に名の知られた若手有望選手であった。
サッカーの方では、プライマリースクール時代の1978年にジェラルディン・カップ (Geraldine Cup) で優勝し、セカンダリースクール時代の1983年にレンスタースクール・カップを獲得している。また、同年にはフラムFCのトライアルに参加し、ポール・パーカーらと練習を受け、ユースチームとリザーブチームの2試合に出場。その際に、センターバックとしてプレーしていたクインは、クイーンズ・パーク・レンジャーズFCとのリザーブリーグ戦でクライヴ・アレンに5得点を挙げられてしまい、マルコム・マクドナルド監督から厳しい叱責され、失意のどん底でダブリンに帰国した。その後、ハーリングで一定の成功を収め、また、夏にオーストラリアで1ヶ月間行われたゲーリックフットボールのツアーに主将として参加した際にオーストラリアンフットボールのシドニー・スワンズとメルボルン・フットボールクラブのプロ2チームからオファーを受けたことでプロ転向を志していた。しかし、同時期にアーセナルFCからトライアル参加を打診されると、当初は乗り気ではなかったものの、母の説得もあって9月に5月以来となるロンドンへ渡ることになったクインは、今度はセンターフォワードでプレーし、最初の試合でハットトリックを達成、次の試合で2得点を挙げる活躍を見せ、10月12日にアーセナルから3年契約を提示され、サッカー選手としてのプロキャリアを開始した。
加入から2季は出場機会が訪れなかったが、1985-86シーズンにリザーブチームで18試合18得点と結果を残した結果、1985年12月のリヴァプールFC戦でトップチーム初出場を飾ると、プロ初得点を挙げ、最終的にリーグ戦12試合に出場してシーズンを終了する。翌1986-87シーズンは、ジョージ・グラハム新監督の下、19歳の若さながら定位置を掴み、マーティン・ヘイズ、ペリー・グローヴス、チャーリー・ニコラスらと攻撃を牽引し、リーグ戦35試合8得点でチームの4位、更にフットボールリーグカップ制覇に貢献した。だが、1987-88シーズンにアラン・スミスが加入した影響から、退団するまでの2季半を控えで過ごすことになり、出場機会を求めて1989-90シーズンに移籍要望書を提出することに繋がった。アーセナルでは、94試合（先発81試合）20得点を記録した。

#### マンチェスター・シティ
1990年3月に移籍金80万ポンドでハワード・ケンドール監督率いるマンチェスター・シティFCと契約すると、シーズン終盤での加入だったが、初出場となったチェルシーFC戦を含む9試合4得点を挙げ、降格圏の18位だったチームを14位に押し上げることに貢献。在籍6季で245試合78得点を挙げたクインは、1990-91シーズンにはチームの得点源として22得点を挙げ、また、1991年4月20日のダービー・カウンティFC戦では、先制点を挙げた他にも、前半にディーン・ソーンダースを倒して退場したGKトニー・コトンの代役を務め、ソーンダースのペナルティーキックを防ぐ活躍を見せた。
1993年8月、嘗て指導を受けたケンドール監督率いるエヴァートンFCから移籍金200万ポンドのオファーがされるも、ブライアン・ホールトン新監督の評価が高く残留することになった1993-94シーズンは、11月7日のマンチェスター・ユナイテッドFCとのマンチェスター・ダービー (2-3) で前半の内に2得点を挙げる等、チームを牽引していた。しかし、11月下旬のシェフィールド・ウェンズデイFC戦での膝十字靱帯を負傷したことで長期離脱となると、1994-95シーズンに復帰後はポール・ウォルシュとウーヴェ・レスラーの存在から常時先発出場こそならなかったが、35試合8得点と一定の数字を残した。1995年5月下旬にスポルティング・クルーベ・デ・ポルトゥガルと合意すると報じられるも、契約に関する相違から最終的に移籍話は消滅した。

#### サンダーランド
1996年8月15日に移籍金130万ポンドでプレミアリーグのサンダーランドAFCと合意する。8月18日のレスター・シティFC戦 (0-0) で51分から初出場を飾ったクインは、スティーヴ・ウォルシュやケーシー・ケラーの好守備から得点こそ奪えずにいたが、攻撃を活性化するプレーでマン・オブ・ザ・マッチに選出され、次のノッティンガム・フォレスト戦で2得点を挙げる上々のスタートを切った。しかし、9月21日のコヴェントリー・シティFC戦での膝の負傷で長期離脱すると、その間にチームは低迷し、4月上旬のニューカッスル・ユナイテッドFC戦で復帰を果たすも、チームの危機は救えずに最終的に2部への降格となった。
1997年8月16日、同年に完成したクラブの新スタジアムであるスタジアム・オブ・ライトのこけら落としとなった古巣マンチェスター・シティ戦において、最初に得点を挙げた人物となる。1997-98シーズンからは、新加入のケヴィン・フィリップスとのコンビで得点を量産しており、2シーズンでのプレミアリーグ昇格の原動力となると、プレミアリーグ復帰1季目の1999-2000シーズンでは、2人で44得点（フィリップスは30で得点王）を挙げ、シーズンを7位で終えることに貢献した。2002-03シーズンは、ピーター・リード監督の下で選手兼任コーチを務めることになったが、慢性的な背中の負傷から引退を決意し、2002年11月10日に本拠地で行われたトッテナム・ホットスパーFC戦でのハーフタイム中にファンへ別れの挨拶をする。10月19日のウェストハム・ユナイテッドFC戦が現役最後の試合となった。

### 代表
1986年5月にアイスランドで開催されたアイスランド代表、チェコスロバキア代表、アイルランド代表の3ヶ国によるアイスランド・トライアングラー大会のアイスランド戦で85分から初出場、1987年のイスラエル戦で初得点を挙げ、代表引退までに92試合21得点を記録する。なお、この21得点は当時の代表最多得点であり、2004年10月にロビー・キーンによって塗り替えられるまで記録を保持していた。
主要大会では、UEFA欧州選手権1988、1990 FIFAワールドカップ、2002 FIFAワールドカップの3大会に出場し、欧州選手権では主将フランク・ステープルトンとの交代で出場したイングランド戦のみだったが、1990年大会では、グループリーグ最後のオランダ戦で同点弾を挙げ、決勝トーナメント進出に大きく貢献した。1994 FIFAワールドカップは、予選で12試合全てに出場し、本大会出場に貢献したものの、クラブでの試合中に十字靭帯損傷をしたことで出場を断念。35歳の誕生日となった2001年10月6日の2002 FIFAワールドカップ・ヨーロッパ予選でのキプロス戦において、代表最多となる21得点目を挙げる。2002年大会は、ロビー・キーンとダミアン・ダフの存在から常に控えだったが、グループリーグのドイツ戦において、フリックオンでロビー・キーンの同点弾をアシストし、決勝トーナメントのスペイン戦では、ペナルティーエリア内でフェルナンド・イエロからユニフォームを引っ張られてペナルティーキックを獲得する見せ場を作った。PKをロビー・キーンを成功させて試合終了間際に同点に追いついたが、PK戦 (2-3) の末に敗退となると、大会終了を以って代表からの引退を発表した。

### 現役引退後
2002年に現役引退した後は、Sky Sportsで主に自身の古巣の試合で解説者を務める仕事をしていたが、2006年7月にドラマヴィル・コンソーシアムの代表として古巣のサンダーランドAFCを買収し、クラブのチェアマン兼監督に就任した。ドラマヴィル・コンソーシアムは8人のアイルランド人と1人のイングランド人実業家による共同組合で、クインは1000株を保有している（筆頭株主はパディ・ケリーの2360株でクイン以外の大半は1180株を保持）。監督としては、2006-07シーズン開幕から4連敗と成績不振に陥り、8月22日のリーグカップでベリーFCに敗戦後に次の試合から新監督が指揮を執ることを発表。ロイ・キーンを28日に監督に据えた。サイパン事件以降、関係が亀裂していたキーンを連れてきたことは、大きな驚きとなったが、キーンは連勝に次ぐ連勝をもたらし、このシーズンを優勝で終え、プレミアリーグへの自動昇格を勝ち取った。
2011年10月に会長を辞任すると共にサンダーランドの国際的発展の担当ディレクターに就任。家庭やサッカー以外のビジネスに専念する為、2012年2月にアイルランドに帰国することを発表し、その後、衛星ブロードバンド事業を展開している。

### 私生活
ティペラリー県サーレス出身の両親の下、ダブリンに生まれる。父ビリー  (Billy) は元ハーリング選手であり、叔父のナイアル・コンドン (Niall Condon) も同じくハーリング選手、叔母メイ (Mae) はサーレスの市長だった。アイルランド出身のモデルのジリアン (Gillian) と結婚し、2人の子供を授かる。ジリアンはモデルの他にもテレビの司会者やピラティスのインストラクターとして活動している。
2002年にゴーストライターのトム・ハンフリーズによる自伝Niall Quinn - The Autobiography (2002) を出版する。同書籍は高評価を受け、British Sports Book Awardsを獲得し、William Hill Sports Book of the Yearにノミネートされた。

### ロイ・キーンとの関係
2002年5月にサンダーランドAFCとアイルランド代表のテスティモニアル・マッチを開催 (この試合の収益を全て慈善事業に寄付)。当初、ロイ・キーンも出場する予定であったが直前で故障を理由に出場をキャンセル。しかし、試合当日にショッピングをしている姿がマスコミによって報道され、バッシングが巻き起こり、翌月のキーンのアイルランド代表離脱事件の伏線ともされる。ただ、これに関し、クイン本人はキーンに含むところは無いと表明した。
2002 FIFAワールドカップ直前のサイパン合宿でキーンがミック・マッカーシー監督と衝突し、代表チームから追放される事件が発生。クインはこの事件に際し、代表チームの最年長者として事態収拾に奔走するも、キーンからはマッカーシー監督の肩をもったと見られて恨みをもたれることになった（サイパン事件）。同大会後もキーンはメディアに於いてはクインへの敵対姿勢を崩さないままであり、実際、2002年9月に行われたプレミアリーグのマンチェスター・ユナイテッドFCとサンダーランド戦では、同じくアイルランド代表の同僚であったジェイソン・マカティアとキーンが乱闘騒ぎを起こし、仲裁に入ろうとしたクインをキーンが無視してロッカーに引き上げるというシーンもあった。だが、キーンは、2006年にクインの求めに応じてサンダーランドの監督に電撃就任している。二人のコンビはサンダーランドを2部優勝に導き、さらに、2007年夏のオフシーズンにクインはロイ・キーンに大金を与えて彼が望む選手を次々に獲得するなど、周囲の懸念と当惑をよそに、2人のコンビは順調に機能している。

## 個人成績
出典:
| 所属クラブ             | シーズン         | リーグ           | リーグ | リーグ | カップ | カップ | リーグカップ | リーグカップ | 合計 | 合計 |
| 所属クラブ             | シーズン         | 所属リーグ       | 出場   | 得点   | 出場   | 得点   | 出場         | 得点         | 出場 | 得点 |
| ---------------------- | ---------------- | ---------------- | ------ | ------ | ------ | ------ | ------------ | ------------ | ---- | ---- |
| アーセナル             | 1983-84          | ディビジョン1    | 0      | 0      | 0      | 0      | 0            | 0            | 0    | 0    |
| アーセナル             | 1984-85          | ディビジョン1    | 0      | 0      | 0      | 0      | 0            | 0            | 0    | 0    |
| アーセナル             | 1985-86          | ディビジョン1    | 12     | 1      | 3      | 0      | 2            | 0            | 17   | 1    |
| アーセナル             | 1986-87          | ディビジョン1    | 35     | 8      | 4      | 1      | 9            | 3            | 48   | 12   |
| アーセナル             | 1987-88          | ディビジョン1    | 11     | 2      | 2      | 0      | 3            | 0            | 16   | 2    |
| アーセナル             | 1988-89          | ディビジョン1    | 3      | 1      | 0      | 0      | 0            | 0            | 3    | 1    |
| アーセナル             | 1989-90          | ディビジョン1    | 6      | 2      | 1      | 1      | 2            | 1            | 9    | 4    |
| アーセナル             | 合計             | 合計             | 67     | 14     | 10     | 2      | 16           | 4            | 93   | 20   |
| マンチェスター・シティ | 1989-90          | ディビジョン1    | 9      | 4      | 0      | 0      | 0            | 0            | 9    | 4    |
| マンチェスター・シティ | 1990-91          | ディビジョン1    | 38     | 20     | 2      | 1      | 3            | 0            | 43   | 21   |
| マンチェスター・シティ | 1991-92          | ディビジョン1    | 35     | 12     | 1      | 0      | 3            | 2            | 39   | 14   |
| マンチェスター・シティ | 1992-93          | プレミアリーグ   | 39     | 9      | 5      | 1      | 3            | 0            | 47   | 10   |
| マンチェスター・シティ | 1993-94          | プレミアリーグ   | 15     | 5      | 0      | 0      | 3            | 1            | 18   | 6    |
| マンチェスター・シティ | 1994-95          | プレミアリーグ   | 35     | 8      | 4      | 0      | 6            | 2            | 45   | 10   |
| マンチェスター・シティ | 1995-96          | プレミアリーグ   | 32     | 8      | 4      | 2      | 3            | 1            | 39   | 11   |
| マンチェスター・シティ | 合計             | 合計             | 203    | 66     | 16     | 4      | 21           | 6            | 240  | 76   |
| サンダーランド         | 1996-97          | プレミアリーグ   | 12     | 2      | 0      | 0      | 1            | 1            | 13   | 3    |
| サンダーランド         | 1997-98          | ディビジョン1    | 35     | 14     | 2      | 1      | 0            | 0            | 37   | 15   |
| サンダーランド         | 1998-99          | ディビジョン1    | 39     | 18     | 2      | 0      | 5            | 3            | 46   | 21   |
| サンダーランド         | 1999-2000        | プレミアリーグ   | 37     | 14     | 1      | 0      | 0            | 0            | 38   | 14   |
| サンダーランド         | 2000-01          | プレミアリーグ   | 34     | 7      | 3      | 1      | 0            | 0            | 37   | 8    |
| サンダーランド         | 2001-02          | プレミアリーグ   | 38     | 6      | 1      | 0      | 0            | 0            | 39   | 6    |
| サンダーランド         | 2002-03          | プレミアリーグ   | 8      | 0      | 0      | 0      | 0            | 0            | 8    | 0    |
| サンダーランド         | 合計             | 合計             | 203    | 61     | 9      | 2      | 6            | 4            | 218  | 67   |
| キャリア通算成績       | キャリア通算成績 | キャリア通算成績 | 473    | 141    | 35     | 8      | 43           | 14           | 551  | 163  |

## 代表歴

### 出場大会
- アイルランド代表
  - 1990 FIFAワールドカップ
  - 2002 FIFAワールドカップ

### 試合数
- 国際Aマッチ 92試合 22得点（1986年-2002年）[48]

| アイルランド代表 | 国際Aマッチ | 国際Aマッチ |
| 年               | 出場        | 得点        |
| ---------------- | ----------- | ----------- |
| 1986             | 2           | 0           |
| 1987             | 5           | 1           |
| 1988             | 5           | 0           |
| 1989             | 1           | 0           |
| 1990             | 9           | 3           |
| 1991             | 4           | 3           |
| 1992             | 9           | 1           |
| 1993             | 9           | 3           |
| 1994             | 3           | 2           |
| 1995             | 8           | 1           |
| 1996             | 7           | 3           |
| 1997             | 1           | 0           |
| 1998             | 3           | 1           |
| 1999             | 9           | 2           |
| 2000             | 8           | 1           |
| 2001             | 5           | 1           |
| 2002             | 4           | 0           |
| 通算             | 92          | 22          |

### 得点
| #   | 開催日         | 開催地               | 対戦国             | スコア | 結果 | 大会                        |
| --- | -------------- | -------------------- | ------------------ | ------ | ---- | --------------------------- |
| 1.  | 1987年11月10日 | ダブリン             | アイスランド       | 5-0    | 5-0  | 親善試合                    |
| 2.  | 1990年6月2日   | タカリ               | マルタ             | 0-1    | 0-3  | 親善試合                    |
| 3.  | 1990年6月21日  | パレルモ             | オランダ           | 1-1    | 1-1  | 1990 FIFAワールドカップ     |
| 4.  | 1990年10月17日 | ダブリン             | トルコ             | 4-0    | 5-0  | UEFA EURO '92予選           |
| 5.  | 1991年2月6日   | レクサム             | ウェールズ         | 0-1    | 0-3  | 親善試合                    |
| 6.  | 1991年2月6日   | レクサム             | ウェールズ         | 0-2    | 0-3  | 親善試合                    |
| 7.  | 1991年3月27日  | ロンドン             | イングランド       | 1-1    | 1-1  | UEFA EURO '92予選           |
| 8.  | 1992年4月29日  | ダブリン             | アメリカ合衆国     | 3-0    | 4-1  | 親善試合                    |
| 9.  | 1993年3月31日  | ダブリン             | 北アイルランド     | 2-0    | 3-0  | 1994 FIFAワールドカップ予選 |
| 10. | 1993年4月28日  | ダブリン             | デンマーク         | 1-1    | 4-1  | 1994 FIFAワールドカップ予選 |
| 11. | 1994年10月12日 | ダブリン             | リヒテンシュタイン | 3-0    | 4-0  | UEFA EURO '96予選           |
| 12. | 1994年10月12日 | ダブリン             | リヒテンシュタイン | 4-0    | 4-0  | UEFA EURO '96予選           |
| 13. | 1995年3月29日  | ダブリン             | 北アイルランド     | 1-0    | 1-1  | UEFA EURO '96予選           |
| 14. | 1996年6月2日   | ダブリン             | クロアチア         | 2-2    | 2-2  | 親善試合                    |
| 15. | 1996年8月31日  | エッシェン           | リヒテンシュタイン | 0-3    | 0-5  | 1998 FIFAワールドカップ予選 |
| 16. | 1996年8月31日  | エッシェン           | リヒテンシュタイン | 0-5    | 0-5  | 1998 FIFAワールドカップ予選 |
| 17. | 1998年10月14日 | ダブリン             | マルタ             | 4-0    | 5-0  | UEFA EURO 2000予選          |
| 18. | 1999年6月9日   | ダブリン             | 北マケドニア       | 1-0    | 1-0  | UEFA EURO 2000予選          |
| 19. | 1999年10月9日  | スコピエ             | 北マケドニア       | 0-1    | 1-1  | UEFA EURO 2000予選          |
| 20. | 2000年6月11日  | イーストラザフォード | 南アフリカ共和国   | 2-1    | 2-1  | USカップ                    |
| 21. | 2001年10月6日  | ダブリン             | キプロス           | 2-0    | 4-0  | 2002 FIFAワールドカップ予選 |

## 監督成績
| クラブ            | 就任          | 退任          | 記録 | 記録 | 記録 | 記録 | 記録   |
| クラブ            | 就任          | 退任          | 試合 | 勝ち | 分け | 負け | 勝率 % |
| ----------------- | ------------- | ------------- | ---- | ---- | ---- | ---- | ------ |
| サンダーランドAFC | 2006年7月25日 | 2006年8月30日 | 6    | 1    | 5    | 0    | 016.67 |

## 獲得タイトル
クラブ
アーセナルFC
- フットボールリーグカップ : 1986-87

サンダーランドAFC
- フットボールリーグ・ディビジョン1 : 1998-99